# Серра-ду-Мел
Серра-ду-Мел (порт. Serra do Mel)  —  муниципалитет в Бразилии, входит в штат Риу-Гранди-ду-Норти. Составная часть мезорегиона Запад штата Риу-Гранди-ду-Норти. Входит в экономико-статистический микрорегион Мосоро. Население составляет 8400 человек на 2006 год. Занимает площадь 616,509 км². Плотность населения — 13,6 чел./км².

## Статистика
- Валовой внутренний продукт на 2004 год составляет 53 054 000,00 реалов (данные: Бразильский институт географии и статистики).
- Валовой внутренний продукт на душу населения на 2004 год составляет 6354,00 реалов (данные: Бразильский институт географии и статистики).
- Индекс развития человеческого потенциала на 2000 год составляет 0,619 (данные: Программа развития ООН).